# Тавадзе Ілля Кайсарович
Ілля Кайсарович Тавадзе (26 грудня 1905, село Натанебі, тепер Озургетський муніципалітет, Грузія — 9 листопада 1973, місто Тбілісі, тепер Грузія) — грузинський радянський державний діяч, дипломат, секретар ЦК КП(б) Грузії, народний комісар державного контролю Грузинської РСР. Член ЦК КП(б) Грузії. Депутат Верховної Ради Грузинської РСР 1-го скликання. Доктор філософських наук (1964), професор (1965).

## Життєпис
Закінчив Московський педагогічний інститут імені В.І. Леніна.
Член ВКП(б) з 1931 року.
У 1934 році закінчив аспірантуру Московського інституту філософії, літератури та історії імені М.Г. Чернишевського.
У 1934—1937 роках — викладач філософії у вищих навчальних закладах Москви та Тбілісі.
У 1937—1938 роках — помічник секретаря ЦК КП(б) Грузії.
У 1938—1939 роках — завідувач відділу пропаганди та агітації ЦК КП(б) Грузії.
14 травня 1939 — серпень 1943 року — секретар ЦК КП(б) Грузії з пропаганди та агітації.
21 серпня 1943 — 30 липня 1946 року — народний комісар (з 1946 року — міністр) державного контролю Грузинської РСР.
У 1946—1948 роках — перший секретар посольства СРСР у Франції.
У 1949—1950 роках — завідувач інформаційного відділу Міністерства закордонних справ СРСР.
З 22 квітня по 24 листопада 1950 року — надзвичайний і повноважний посланник СРСР у Сирії та Лівані (за сумісництвом).
З грудня 1951 по 1952 рік — заступник завідувача відділу преси Міністерства закордонних справ СРСР.
У 1952 році заарештований, до квітня 1953 року перебував у в'язниці.
З квітня по червень 1953 року — директор Партійної школи при ЦК КП Грузії. 
1953 року був заарештований у «справі Берії», до березня 1955 року перебував у в'язниці.
З 1955 по 1973 рік — ректор Грузинського державного театрального інституту імені Шота Руставелі. Досліджував проблеми матеріалістичної діалектики та марксистської естетики.
Помер 9 листопада 1973 року в Тбілісі.

## Нагороди
- орден Трудового Червоного Прапора (24.02.1941)
- орден Червоної Зірки (1946)
- медалі
- Заслужений діяч науки Грузинської РСР (1967)